# Championnat d'Angleterre de rugby à XV 2003-2004
Navigation
Zurich Premiership 2002-2003 Zurich Premiership 2004-2005
Le Championnat d'Angleterre de rugby à XV, qui porte le nom Zurich Premiership de son sponsor du moment, oppose pour la saison 2003-2004 les douze meilleures équipes anglaises de rugby à XV. 
Le championnat a débuté le 12 septembre 2003 et s'est achevé le 29 mai 2004 par la finale au stade de Twickenham. Une première phase de classement voit s'affronter toutes les équipes en matches aller et retour. La saison se termine sur une phase de play-off. L'équipe arrivée en tête de la phase régulière est directement qualifiée pour la finale. Les équipes classées deuxième et troisième se rencontrent lors d'une demi-finale. Le vainqueur de ce match affronte le leader de la phase régulière en finale pour l'attribution du titre. Enfin, l'équipe classée dernière de la ligue est rétrogradée en National Division One. Cette saison, les Rotherham Titans sont promus et accèdent à l'élite en remplacement des Bristol Shoguns qui ont été rétrogradés en National Division One.
Les London Wasps remportent la demi-finale contre Northampton Saints. Ils sont sacrés champions pour la deuxième année de suite après avoir battu Bath en finale. Gloucester et les Leicester Tigers, respectivement quatrième et cinquième de la phase régulière, sont qualifiés pour la Hcup 2004-2005. Le club des Harlequins est le septième représentant anglais pour la Hcup 2004-2005 puisqu'un club anglais (en l'occurrence les London Wasps) est allé plus loin dans l'édition 2003-2004 que tous les clubs français et italiens. Les Rotherham Titans terminent la phase de poule à la dernière place avec un triste record de 22 défaites en autant de matches. Le club ne marque que 3 points de bonus défensif au cours du championnat et il est rétrogradé en National Division One une saison seulement après avoir intégré l'élite. 

## Liste des équipes en compétition
La compétition oppose pour la saison 2003-2004 les douze meilleures équipes anglaises de rugby à XV :
| - Bath Rugby - Gloucester RFC - Harlequins - Leeds Tykes | - Leicester Tigers - London Irish - London Wasps - Newcastle Falcons | - Northampton Saints - Rotherham Titans - Sale Sharks - Saracens |

## Classement de la phase régulière
| Rang | Club                 | J  | V  | N | D  | Bo | Bd | Pm  | Pe  | Diff | Pts |
| ---- | -------------------- | -- | -- | - | -- | -- | -- | --- | --- | ---- | --- |
| 1    | Bath Rugby           | 22 | 18 | 0 | 4  | 4  | 3  | 508 | 311 | +197 | 79  |
| 2    | Wasps RFC (T)        | 22 | 16 | 0 | 6  | 6  | 3  | 575 | 406 | +169 | 73  |
| 3    | Northampton Saints   | 22 | 15 | 1 | 6  | 6  | 2  | 574 | 416 | +158 | 70  |
| 4    | Gloucester RFC       | 22 | 14 | 0 | 8  | 4  | 3  | 491 | 412 | +79  | 63  |
| 5    | Leicester Tigers     | 22 | 11 | 3 | 8  | 4  | 2  | 537 | 430 | +107 | 55¹ |
| 6    | Harlequins           | 22 | 10 | 2 | 10 | 4  | 6  | 502 | 449 | +53  | 54  |
| 7    | Sale Sharks          | 22 | 9  | 3 | 10 | 5  | 6  | 510 | 472 | +38  | 53  |
| 8    | London Irish         | 22 | 10 | 1 | 11 | 1  | 6  | 427 | 454 | -27  | 49  |
| 9    | Newcastle Falcons    | 22 | 7  | 2 | 13 | 4  | 9  | 497 | 525 | -28  | 45  |
| 10   | Saracens             | 22 | 8  | 1 | 13 | 3  | 3  | 397 | 543 | -146 | 39¹ |
| 11   | Leeds Tykes          | 22 | 7  | 1 | 14 | 4  | 3  | 449 | 588 | -139 | 37  |
| 12   | Rotherham Titans (P) | 22 | 0  | 0 | 22 | 0  | 3  | 309 | 770 | -461 | 3   |

¹ Leicester a eu un point de pénalité pour avoir disputé un match avec un joueur non enregistré. Saracens a eu deux points de pénalité pour avoir disputé un match avec un joueur non qualifié, mais la sanction a été réduite à un point après appel.
|  | Qualifiés pour la phase finale et la Coupe d'Europe 2004-2005 (no 1, no 2, no 3). |
|  | Qualifiés pour la Coupe d'Europe 2004-2005 (no 4, no 5). |
|  | Qualifié pour la Coupe d'Europe 2004-2005 (no 6) car un club anglais (en l'occurrence les London Wasps) est allé plus loin dans l'édition 2003-2004 que tous les clubs français du Top 14 ou italiens du Super 10.                |
|  | Relégué en National Division 1 pour la saison 2004-2005 (no 12). |
|  | T : Tenant du titre 2003 • P : Promu 2003 V : Victoires • N : Matches Nuls • D : Défaites • BO : Bonus Offensif • BD : Bonus Défensif • PP : Points Pour (marqués) • PC : Points Contre (encaissés) • Diff : Différence de points |

Attribution des points : victoire sur tapis vert : 5, victoire : 4, match nul : 2, défaite : 0, forfait : -2 ; plus les bonus (offensif : 4 essais marqués ; défensif : défaite par 7 points d'écart maximum).
Règles de classement : 1. Nombre de victoires ; 2.différence de points ; 3. nombre de points marqués ; 4. points marqués dans les matches entre équipes concernées ; 5. Nombre de victoires en excluant la 1re journée, puis la 2de journée, et ainsi de suite.

## Résultats des rencontres de la phase régulière

### Tableau synthétique des résultats
L'équipe qui reçoit est indiquée dans la colonne de gauche.
| Clubs              | BAT   | GLO   | HAR   | LEE   | LEI   | LOI   | LOW   | NEW   | NOR   | ROT   | SAL   | SAR   |
| Bath Rugby         |       | 41-7  | 18-10 | 22-13 | 31-17 | 23-21 | 6-10  | 20-10 | 24-6  | 47-3  | 16-12 | 25-3  |
| Gloucester RFC     | 14-20 |       | 18-17 | 24-19 | 24-3  | 28-13 | 28-25 | 36-12 | 28-20 | 22-8  | 38-12 | 30-7  |
| Harlequins         | 25-22 | 0-16  |       | 9-16  | 20-23 | 15-10 | 33-27 | 18-11 | 43-21 | 43-20 | 21-30 | 12-10 |
| Leeds Tykes        | 32-44 | 22-18 | 16-30 |       | 39-18 | 9-16  | 7-11  | 30-30 | 15-31 | 23-13 | 20-31 | 41-31 |
| Leicester Tigers   | 12-13 | 12-28 | 30-21 | 39-11 |       | 29-19 | 32-22 | 28-21 | 15-32 | 75-13 | 16-22 | 38-10 |
| London Irish       | 20-21 | 16-10 | 15-15 | 31-16 | 9-22  |       | 19-34 | 15-19 | 15-36 | 47-26 | 9-3   | 14-20 |
| London Wasps       | 19-20 | 20-12 | 22-21 | 33-10 | 17-48 | 22-15 |       | 30-26 | 31-5  | 39-11 | 26-10 | 41-0  |
| Newcastle Falcons  | 19-17 | 42-22 | 25-29 | 25-28 | 25-25 | 15-16 | 20-23 |       | 23-19 | 56-10 | 9-8   | 20-25 |
| Northampton Saints | 16-6  | 30-17 | 18-17 | 48-24 | 14-0  | 24-30 | 27-17 | 33-20 |       | 18-8  | 51-12 | 24-3  |
| Rotherham Titans   | 18-34 | 21-35 | 15-43 | 20-34 | 17-27 | 10-15 | 20-27 | 20-26 | 13-42 |       | 14-28 | 12-25 |
| Sale Sharks        | 9-14  | 38-20 | 27-27 | 37-21 | 3-3   | 26-28 | 33-37 | 41-16 | 37-37 | 37-7  |       | 33-3  |
| Saracens           | 15-24 | 8-16  | 39-33 | 27-3  | 19-19 | 31-34 | 3-42  | 32-27 | 18-22 | 29-10 | 39-23 |       |

|  | Victoire à domicile |  | Match nul |  | Défaite à domicile |

### Détail des résultats
Les points marqués par chaque équipe sont inscrits dans les colonnes centrales (3-4) alors que les essais marqués sont donnés dans les colonnes latérales (1-6). Les points de bonus sont symbolisés par une bordure bleue pour les bonus offensifs (quatre essais ou plus marqués), orange pour les bonus défensifs (défaite avec au plus sept points d'écart), rouge si les deux bonus sont cumulés. 

#### Matches aller
| 5 | Sale       | 37 | 37 | Northampton  | 4 |
| 3 | Harlequins | 33 | 27 | London Wasps | 2 |
| 1 | Gloucester | 22 | 8  | Rotherham    | 1 |
| 2 | Leicester  | 29 | 19 | London Irish | 1 |
| 4 | Leeds      | 32 | 44 | Bath         | 4 |
| 2 | Newcastle  | 20 | 25 | Saracens     | 3 |

| 3 | Bath         | 24 | 6  | Northampton | 0 |
| 2 | Rotherham    | 15 | 43 | Harlequins  | 5 |
| 1 | London Irish | 16 | 10 | Gloucester  | 1 |
| 3 | London Wasps | 33 | 10 | Leeds       | 1 |
| 0 | Newcastle    | 9  | 8  | Sale        | 1 |
| 1 | Saracens     | 19 | 19 | Leicester   | 1 |

| 3 | Leicester   | 28 | 21 | Newcastle    | 2 |
| 0 | Sale        | 9  | 14 | Bath         | 1 |
| 3 | Leeds       | 23 | 13 | Rotherham    | 1 |
| 4 | Gloucester  | 30 | 7  | Saracens     | 1 |
| 0 | Harlequins  | 15 | 10 | London Irish | 1 |
| 2 | Northampton | 27 | 17 | London Wasps | 2 |

| 1 | Leicester    | 16 | 22 | Sale        | 1 |
| 0 | Rotherham    | 13 | 42 | Northampton | 5 |
| 1 | London Wasps | 19 | 20 | Bath        | 2 |
| 3 | London Irish | 31 | 16 | Leeds       | 1 |
| 5 | Newcastle    | 42 | 22 | Gloucester  | 3 |
| 3 | Saracens     | 39 | 33 | Harlequins  | 3 |

| 3 | Sale        | 33 | 37 | London Wasps | 4 |
| 5 | Bath        | 47 | 3  | Rotherham    | 0 |
| 2 | Gloucester  | 24 | 3  | Leicester    | 0 |
| 0 | Harlequins  | 18 | 11 | Newcastle    | 1 |
| 2 | Northampton | 24 | 30 | London Irish | 3 |
| 6 | Leeds       | 41 | 31 | Saracens     | 3 |

| 2 | Rotherham    | 14 | 28 | Sale         | 3 |
| 0 | Harlequins   | 0  | 16 | Gloucester   | 1 |
| 4 | Northampton  | 33 | 20 | Newcastle    | 3 |
| 2 | Bath         | 25 | 3  | Saracens     | 0 |
| 4 | Leeds        | 39 | 18 | Leicester    | 2 |
| 1 | London Wasps | 22 | 15 | London Irish | 0 |

| 1 | Newcastle    | 19 | 17 | Bath         | 1 |
| 3 | Gloucester   | 24 | 19 | Leeds        | 1 |
| 0 | Leicester    | 15 | 32 | Northampton  | 2 |
| 2 | Harlequins   | 21 | 30 | Sale         | 3 |
| 5 | London Irish | 47 | 26 | Rotherham    | 2 |
| 0 | Saracens     | 3  | 42 | London Wasps | 5 |

| 2 | Sale         | 26 | 28 | London Irish | 1 |
| 1 | Leeds        | 16 | 30 | Harlequins   | 3 |
| 3 | Bath         | 31 | 17 | Leicester    | 1 |
| 2 | Northampton  | 30 | 17 | Gloucester   | 3 |
| 0 | Rotherham    | 12 | 25 | Saracens     | 1 |
| 3 | London Wasps | 30 | 26 | Newcastle    | 3 |

| 5 | Sale       | 37 | 21 | Leeds        | 3 |
| 1 | Gloucester | 14 | 20 | Bath         | 2 |
| 2 | Leicester  | 32 | 22 | London Wasps | 1 |
| 5 | Harlequins | 43 | 21 | Northampton  | 3 |
| 7 | Newcastle  | 56 | 10 | Rotherham    | 1 |
| 3 | Saracens   | 31 | 34 | London Irish | 3 |

| 1 | London Wasps | 20 | 12 | Gloucester | 0 |
| 3 | Sale         | 33 | 3  | Saracens   | 0 |
| 0 | Bath         | 18 | 10 | Harlequins | 1 |
| 6 | Northampton  | 48 | 24 | Leeds      | 3 |
| 3 | Rotherham    | 17 | 27 | Leicester  | 3 |
| 0 | London Irish | 15 | 19 | Newcastle  | 1 |

| 11e journée samedi 29 and dimanche 30 novembre \| 2 \| Newcastle \| 20 \| 23 \| London Wasps \| 3 \| \| 3 \| Gloucester \| 28 \| 20 \| Northampton \| 2 \| \| 0 \| Leicester \| 12 \| 13 \| Bath \| 1 \| \| 0 \| Harlequins \| 9 \| 16 \| Leeds \| 1 \| \| 0 \| London Irish \| 9 \| 3 \| Sale \| 0 \| \| 4 \| Saracens \| 29 \| 10 \| Rotherham \| 1 \| |              |    |    |              |   |
| 2 | Newcastle    | 20 | 23 | London Wasps | 3 |
| 3 | Gloucester   | 28 | 20 | Northampton  | 2 |
| 0 | Leicester    | 12 | 13 | Bath         | 1 |
| 0 | Harlequins   | 9  | 16 | Leeds        | 1 |
| 0 | London Irish | 9  | 3  | Sale         | 0 |
| 4 | Saracens     | 29 | 10 | Rotherham    | 1 |

#### Matches retour
| 3 | Sale         | 27 | 27 | Harlequins   | 3 |
| 1 | Rotherham    | 10 | 15 | London Irish | 2 |
| 1 | Bath         | 20 | 10 | Newcastle    | 1 |
| 1 | Northampton  | 14 | 0  | Leicester    | 0 |
| 1 | Leeds        | 22 | 18 | Gloucester   | 0 |
| 5 | London Wasps | 41 | 0  | Saracens     | 0 |

| 2 | Gloucester   | 18 | 17 | Harlequins   | 2 |
| 5 | Leicester    | 39 | 11 | Leeds        | 1 |
| 4 | Sale         | 35 | 7  | Rotherham    | 1 |
| 2 | Saracens     | 15 | 24 | Bath         | 3 |
| 1 | London Irish | 19 | 34 | London Wasps | 4 |
| 2 | Newcastle    | 23 | 19 | Northampton  | 1 |

| 3 | Saracens     | 27 | 3  | Leeds       | 0 |
| 2 | Leicester    | 18 | 28 | Gloucester  | 3 |
| 3 | Newcastle    | 25 | 29 | Harlequins  | 4 |
| 2 | London Irish | 15 | 36 | Northampton | 3 |
| 3 | London Wasps | 26 | 10 | Sale        | 1 |
| 2 | Rotherham    | 18 | 34 | Bath        | 4 |

| 0 | Sale        | 3  | 3  | Leicester    | 0 |
| 0 | Leeds       | 9  | 16 | London Irish | 1 |
| 0 | Bath        | 6  | 10 | London Wasps | 1 |
| 5 | Gloucester  | 36 | 12 | Newcastle    | 2 |
| 0 | Harlequins  | 12 | 10 | Saracens     | 1 |
| 2 | Northampton | 18 | 8  | Rotherham    | 1 |

| 2 | Rotherham    | 20 | 27 | London Wasps | 4 |
| 5 | Gloucester   | 38 | 12 | Sale         | 2 |
| 2 | Saracens     | 18 | 22 | Northampton  | 3 |
| 4 | Newcastle    | 25 | 28 | Leeds        | 3 |
| 3 | Leicester    | 30 | 21 | Harlequins   | 2 |
| 1 | London Irish | 20 | 21 | Bath         | 2 |

| 1 | Bath         | 20 | 13 | Leeds      | 1 |
| 0 | London Irish | 9  | 22 | Leicester  | 1 |
| 8 | Northampton  | 51 | 12 | Sale       | 2 |
| 2 | Rotherham    | 21 | 35 | Gloucester | 4 |
| 4 | Saracens     | 32 | 27 | Newcastle  | 4 |
| 3 | London Wasps | 22 | 21 | Harlequins | 3 |

| 5 | Sale         | 38 | 20 | Gloucester   | 2 |
| 1 | Bath         | 23 | 21 | London Irish | 2 |
| 2 | Harlequins   | 20 | 23 | Leicester    | 3 |
| 3 | Northampton  | 24 | 3  | Saracens     | 0 |
| 3 | Leeds        | 30 | 30 | Newcastle    | 2 |
| 5 | London Wasps | 39 | 11 | Rotherham    | 1 |

| 2 | Rotherham    | 20 | 34 | Leeds       | 4 |
| 2 | Bath         | 16 | 12 | Sale        | 2 |
| 1 | Saracens     | 8  | 16 | Gloucester  | 1 |
| 0 | London Irish | 15 | 15 | Harlequins  | 2 |
| 3 | London Wasps | 31 | 5  | Northampton | 1 |
| 3 | Newcastle    | 25 | 25 | Leicester   | 3 |

| 4 | Leicester   | 38 | 10 | Saracens     | 1 |
| 6 | Harlequins  | 43 | 20 | Rotherham    | 2 |
| 1 | Northampton | 16 | 6  | Bath         | 0 |
| 1 | Leeds       | 7  | 11 | London Wasps | 1 |
| 3 | Gloucester  | 28 | 13 | London Irish | 1 |
| 6 | Sale        | 41 | 16 | Newcastle    | 1 |

| 3  | Gloucester | 28 | 25 | London Wasps | 3 |
| 11 | Leicester  | 75 | 13 | Rotherham    | 2 |
| 1  | Harlequins | 25 | 22 | Bath         | 3 |
| 2  | Leeds      | 15 | 31 | Northampton  | 4 |
| 2  | Newcastle  | 15 | 16 | London Irish | 1 |
| 4  | Saracens   | 39 | 23 | Sale         | 2 |

| 22e journée samedi 8 mai \| 4 \| Bath \| 41 \| 7 \| Gloucester \| 1 \| \| 3 \| Leeds \| 20 \| 31 \| Sale \| 3 \| \| 1 \| London Irish \| 14 \| 20 \| Saracens \| 2 \| \| 1 \| London Wasps \| 17 \| 48 \| Leicester \| 6 \| \| 2 \| Northampton \| 18 \| 17 \| Harlequins \| 3 \| \| 2 \| Rotherham \| 20 \| 26 \| Newcastle \| 2 \| |              |    |    |            |   |
| 4 | Bath         | 41 | 7  | Gloucester | 1 |
| 3 | Leeds        | 20 | 31 | Sale       | 3 |
| 1 | London Irish | 14 | 20 | Saracens   | 2 |
| 1 | London Wasps | 17 | 48 | Leicester  | 6 |
| 2 | Northampton  | 18 | 17 | Harlequins | 3 |
| 2 | Rotherham    | 20 | 26 | Newcastle  | 2 |

## Demi-finale
| Date        | Lieu       | Équipe       | Score   | Équipe             | Spectateurs |
| ----------- | ---------- | ------------ | ------- | ------------------ | ----------- |
| 16 mai 2004 | Adams Park | London Wasps | 57 - 20 | Northampton Saints | 6 219       |

Points marqués
- London Wasps: 8 essais de Tom Voyce (31e, 66e), Lawrence Dallaglio (40e, 80e), Ayoola Erinle (40e), Stuart Abbott (47e), Paul Volley (62e) et Tim Payne (70e), 7 transformations de Mark van Gisbergen (40e, 40e, 47e, 62e, 66e, 70e, 80e), 1 pénalité d'Alex King (12e)
- Northampton Saints: 2 essais de Andrew Blowers (58e) et Nick Beal (76e), 2 transformations de Shane Drahm (58e, 76e), 2 pénalités de Bruce Reihana (3e, 8e)

## Finale
| Équipes                 | Bath Rugby - London Wasps |
| Score                   | 6 - 10 (3 - 0) |
| Date                    | 29 mai 2004 |
| Stade                   | Twickenham, Londres |
| Spectateurs             | 59 500 |
| Arbitre                 | Chris White |
| Composition des équipes | |
| Bath Rugby              | Titulaires : 15 Mike Catt, 14 Andrew Higgins, 13 Robbie Fleck, 12 Mike Tindall, 11 Alex Crockett, 10 Chris Malone, 9 Martyn Wood, 8 Zak Feau'nati, 7 Michael Lipman, 6 Andy Beattie, 5 Danny Grewcock, 4 Steve Borthwick, 3 Duncan Bell, 2 Jonathan Humphreys, 1 David Barnes Remplaçants : 16 Hentie Martens, 17 Lee Mears, 18 Matthew Stevens, 19 Oliver Barkley, 20 Wylie Human, 21 James Scaysbrook, 22 Rob Fidler |
| London Wasps            | Titulaires : 15 Mark van Gisbergen, 14 Josh Lewsey, 13 Fraser Waters, 12 Stuart Abbott, 11 Tom Voyce, 10 Alex King, 9 Rob Howley, 8 Lawrence Dallaglio, 7 Paul Volley, 6 Joe Worsley, 5 Richard Birkett, 4 Simon Shaw, 3 Will Green, 2 Trevor Leota, 1 Tim Payne Remplaçants : 16 Henry Nwume, 17 Mark Lock, 18 Ben Gotting, 19 Martin Purdy, 20 Peter Richards, 21 Mark Denney, 22 Ayoola Erinle                      |
| Points marqués,         | |
| Bath Rugby              | 1 pénalités de Chris Malone (4e), 1 drop de Chris Malone (49e) |
| London Wasps            | 1 essai de Stuart Abbott (63e), 1 transformation de Mark van Gisbergen (63e), 1 drop d'Alex King (41e) |